# Redningsstation Thorsminde

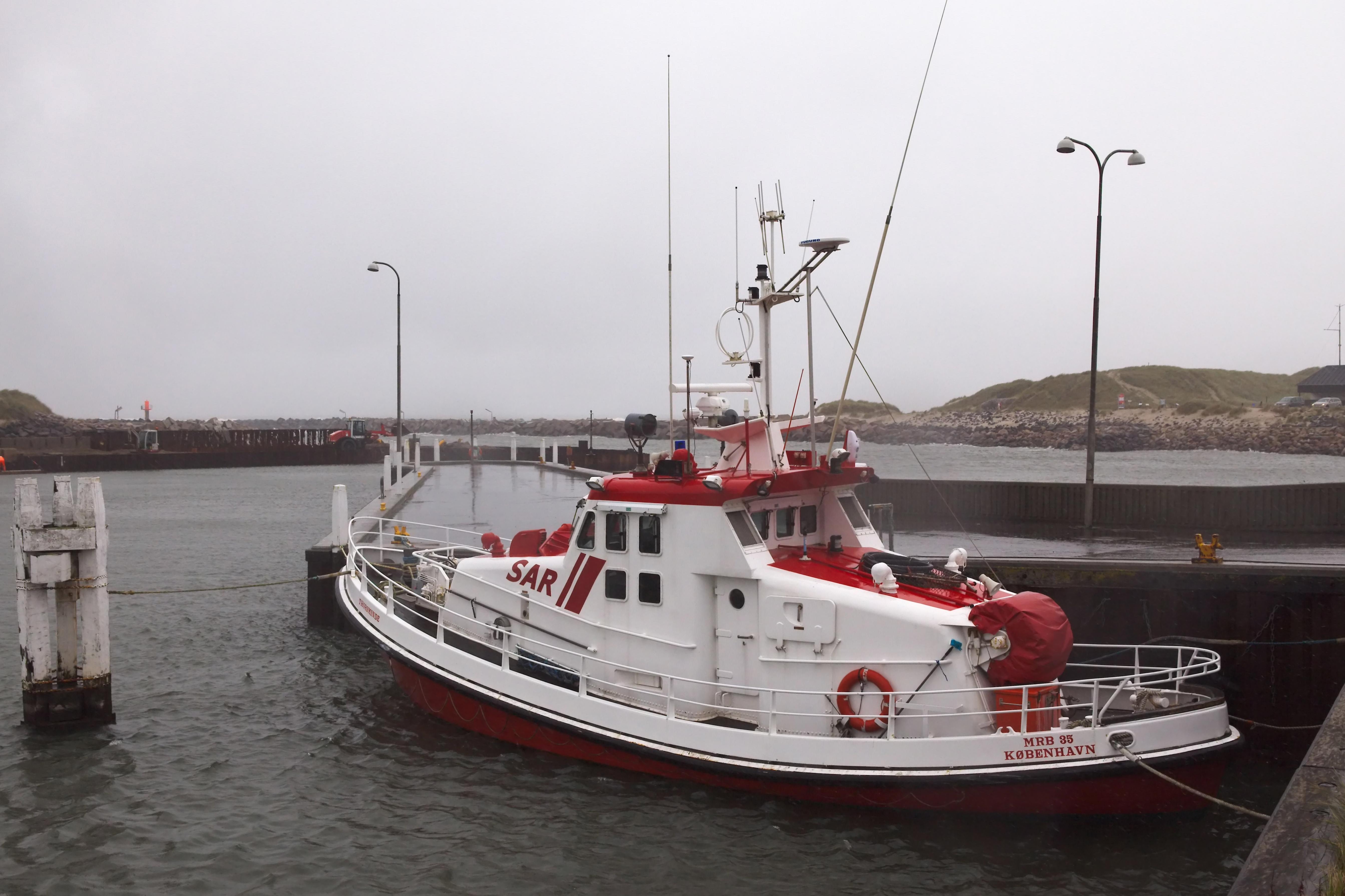
Räddningsfartyget MRB35 vid Redningsstation Thorsminde, 2010

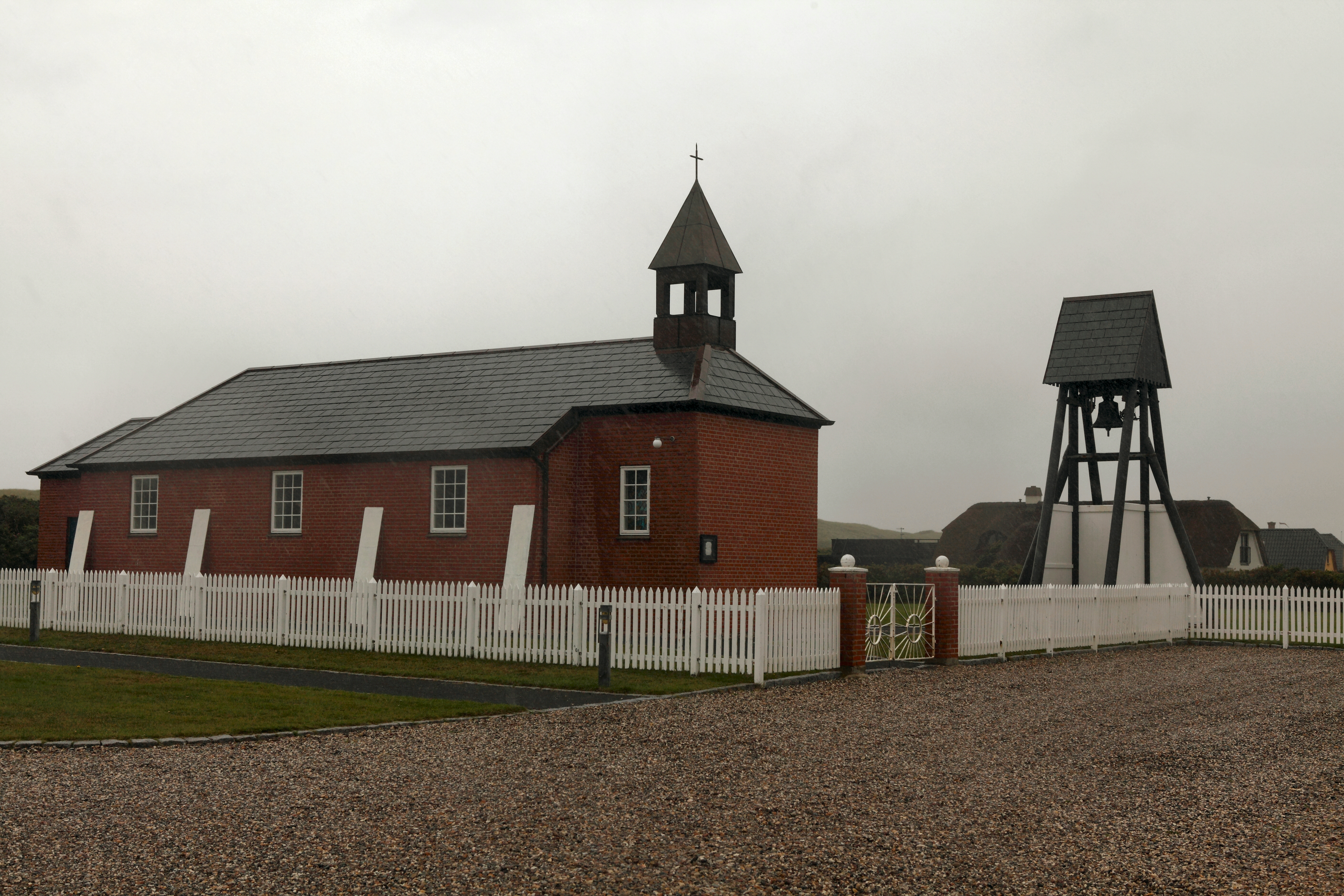
Thorsminde kyrka, en om- och tillbyggnad av Thormindes gamla räddningsstation

Redningsstation Thorsminde  är en dansk sjöräddningsstation, som inrättades i Thorsminde i Västjylland 1882 som enbart en station med en räddningsraketapparat, med en besättning på nio man. Stationens första uppsyningsman, Adser Kjærgaard, ledde den till 1907.
År 1886 utökades stationen med en begagnad räddningsbåt från Vedersø Redningsstation i Vedersø Klit, men eftersom det var få inbyggare i Thorsminde bemannades båten med besättningen från Tuskær Redningsstation.
År 1891 fick Redningsstation Thorsminde en ny räddningsbåt, som byggts på Orlogsværftet i Köpenhamn. Båtarna drags till vattnet på en vagn med fem par hästar. Eftersom det inte fanns några hästar i Thorsminde, byggdes det 1905 ett stall för hästarna som kom från Fjaltring, när livbåten skulle sjösättas.
Ett båthus uppfördes 1890. Detta såldes 1939 för att ombyggas till Thorsminde Kirke.
År 1939 byggdes en ny räddningsstation nära havet, och 1995 byggdes åter en ny station för den större täckta räddningsbåten MRB 35. Thorsminde finns idag kvar som en av Danmarks 21 verksamma räddningsstationer.